# Stavanger
Stavanger er en by og kommune i Rogaland i det sydvestlige Norge. Stavanger er Norges fjerdestørste bykommune med 150.663 indbyggere (per 1. januar 2025) og landets tættest befolkede kommune. Kommunen ligger i Nord-Jæren og udgør sammen med Sandnes, Sola og Randaberg landets tredjestørste byområde med 241.990 indbyggere.
Den 1. januar 2020 blev Stavanger, Rennesøy og Finnøy kommuner lagt sammen.
Stavanger kommune grænser i nord til Randaberg og Rennesøy, i syd til Sandnes og i vest til Sola. Stavanger er administrationscentret i Rogaland fylke og sæde for fylkesmannen, fylkesadministrationen og Stavanger bispedømme. Byen er også sæde for Stavanger tingrett, Rogaand politidistrikt og  sødivisionen i Statens kartverk. Stavanger bliver regnet som det administrative, økonomiske og kulturelle center i fylket. Stavangerregionen består af 13 omkringliggende kommuner ifølge storbymeldingen fra 2002. Per 1. januar 2025 var indbyggertallet i regionen 364.308. Regionen har over 70 % af indbyggerne i Rogaland og lige under 25 % af indbyggerne i Vestlandet.
Stavanger er centrum for Norges olieindustri og kaldes ofte "oliehovedstaden". Forus Næringspark på kommunegrænsen mellem Stavanger, Sandnes og Sola og er et af landets største industriområder med omkring 2.500 virksomheder og op mod 40.000 arbejdspladser. Nordens største selskab, Statoil, har hovedkontor i industriområdet Forus i Stavanger, og i tillæg har flere internationale olie- og gasselskaber deres norske kontor i byen. Som et resultat af dette regnes byen for at være meget international, med en indvandrerandel på 21,1 %. Flere statslige aktører som Petoro, Oljedirektoratet og Petroleumstilsynet har også hjemme i Stavanger. Blandt byens uddannelsesinstitutioner er Universitetet i Stavanger den største og tilbyder kandidatuddannelser i blandt andet råolieteknologi og offshoreteknologi. I byen ligger også Stavanger Universitetssykehus (SUS), Helse Vest, Norsk Oljemuseum, International Research Institute of Stavanger, Rogaland Teater, Stavanger konserthus, Gastronomisk Institutt og rekrutskolen KNM Harald Haarfagre. Stavanger Lufthavn, som ligger i nabokommunen Sola, er en af Nordens mest trafikerede lufthavne.
Stavanger arrangerer hvert andet år Offshore Northern Seas, som er verdens næststørste udstilling og konference for energisektoren. Byen er har mange gode restauranter, og den årligt tilbagevendende Gladmatfestivalen er en af Skandinaviens største madfestivaler. Stavanger var i 2008 europæisk kulturhovedstad.

## Historie
Navnet Stavanger kommer fra norrønt Stafangr. Det er sammensat af stafr, som betyder stav, og angr, som betyder fjord. Ifølge historikeren Knut Helle må det dreje sig om det rette fjordløb ind til Vågen, hvor stafr henviser til Valbergets bratte skrænt øst for Vågen. Vendt mod Nordsøen har Stavanger altid været afhængig af havet og stærkt præget af impulser udefra.
De første spor efter bosætning i Stavanger-regionen kommer fra tiden, da isen trak sig tilbage efter sidste istid for cirka 10.000 år siden. De ældste spor efter mennesker er fundet på en boplads på Galta på Rennesøy, lige ved færgeterminalen Mortavika og i Viste i Randaberg.
I bronzealderen (1.800-500 f.Kr.) voksede i Stavanger-området en rig høvdingeklasse frem, som havde nære forbindelser med Europa. Denne overklasse tog hest og ard i brug, skaffede sig statussymboler af bronze, boede i langhuse og blev gravlagt i store gravhøje. Der findes mange gode fund fra denne periode, blandt andet bronzelurene fra Revheim i bydelen Madla. Området ligger i den solfylte vesthellingen ned mod Hafrsfjord. 
På Flat-Jæren er det registreret tæt på 200 ødegårde fra folkevandringstiden. Hvis de centrale gårde, hvor fortidsminderne er forsvundet medregnes, er der over 400 gårde fra denne periode. Et større antal stolpehuller vidner om bosætning i Tastarustå. Husene antages at være fra jernalderen cirka 200-300 år før Kristus. De ældste spor af landbrug dateres tilbage til 2.200 år før Kristus. På  Ullandhaug ligger Norges eneste genopbyggede folkevandringsgård, Jernaldergården.

### Vikingtid og magtcenter
På Nord-Jæren tyder et rigt arkæologisk fundmateriale på, at der lige fra ældre jernalder fandtes en stærk høvdingemagt. Stavanger havde en naturlig havn og lå strategisk godt med Jæren i syd, Ryfylke i øst og med skibsleje langs kysten i vest og de frugtbare Ryfylkeøer i nord. Noget bestemt høvdingsæde lader sig ikke udpege som afgørende for Stavangers fremvækst.
Nord-Jæren har sandsynligvis været et af de vigtigste udgangspunkter for vikingfærd mod vest til de britiske øer. I Nord-Jæren er det fundet flere og mere varierede, irske metalarbejder end i noget andet sammenligneligt område i Europa. Gauseldronningens grav i Gausel og skibsgravene i Gausel ved Storgården på Gausel er eksempler på rige fund fra Vikingetiden.

### Domkirken og byen omkring i middelalder
Stavanger er en af Norges ældste byer. De arkæologiske og historiske kilder om den første bydannelse er sparsommelige. Midt i 900-tallet ophørte traditionel norrøn gravskik i Stavanger-området samtidig med, at de første kristne præster begyndte deres virke, mens Håkon den Gode var konge. De ældste kristne grave under domkirken er sandsynligvis fra 900-tallet, og der har muligvis stået en trækirke, hvor domkirken står i dag.
Hersen og lendmannen Erling Skjalgsson regerede hele Vestlandet fra Lista til Møre. Det er forskellige opfattelser af, om han boede i Stavanger eller Sola. Efter at han blev dræbt i 1028, rejstes et mindekors ved Kongsgata, som var hovedindfaldsvejen til Stavanger.
Domkirken blev sandsynligvis påbegyndt omkring år 1100 og færdiggjort omkring 1150. Stavanger bispedømme blev oprettet i 1120'erne. Bybebyggelsen kan have været centreret mellem de to parallelle gadeløb Kirkegata og Skagen, men på grund af få arkæologiske udgravninger, vides der ganske lidt om, hvordan bebyggelsen i Stavanger var på denne tid. Til de vigtigste bygninger hører Domkirken Kongsgård, som var bispebolig i anden halvdel af 1200-tallet;Olavsklosteret med Olavskirken; Persklosteret med kirke; Martinskirken; Mariakirken; Bispekapellet og Treenighetskirken samt Korbrødregården, som var korbrødrenes samlingssted. Kilder fra 1200-tallet omtaler en kongsgård i Stavanger, men der er forskellige opfattelser af, om det var Kongsgård eller en anden bygning.
En af de vigtigste hændelser i Stavangers ældste byhistorie er gavebrevet, som kong Magnus Erlingsson gav til Stavangerbiskop Eirik Ivarsson i anden halvdel af 1100-tallet. Kong Magnus forærede sankt Svithun "bæen": Ordet kan tolkes som enten byen eller gården Stavanger. Biskoppen i Stavanger var helgenens repræsentant på jorden. Dersom brevskriveren har ment byen Stavanger, opfattede kongen allerede i midten af 1100-tallet bebyggelsen omkring domkirken som en by.
Bybranden i 1271 eller 1272 lagde formentlig store dele af byen og flere kirker herunder Domkirken i ruiner. Det romanske skib i Domkirken blev bevaret, med undtagelse af taget som brændte. Vesttårnet og koret blev nedrevet, og man byggede et nyt, højgotisk kor.
Ved byprivilegierne fra 1425 fik byen fulde rettigheder som købstad, men indbyggertallet var fortsat lavt. Stavanger var karakteriseret som en kirkeby gennem hele middelalderen og frem til reformationen. Derfor blev reformationen et hårdt slag for Stavanger. I 1537 blev Domkirkens gods og ejendomme eksproprieret. Domkirken blev plyndret, og Sankt svithuns skrin forsvandt. Der er forskellige udlægninger af, hvordan biskop Hoskuld Hoskuldsson blev henrettet. Stavanger blev i et par år lagt under superintendenten i Bergen.

### Efter reformationen
Først i 1600-tallet begyndte byen at vokse igen, og indbyggertallet steg fra anslået 800 i år 1600 til mere end 1.460 før den store brand i 1684. Fra begyndelsen af 1600-tallet indledtes den såkaldte stavangerrenæssance, som varede til midten af århundredet. I denne periode kom udenlandske kunsthåndværkere til byen for at renovere de lokale, katolsk-udsmykkede kirker og gjorde Stavanger til et kunstnerisk centrum. Den første repræsentant for stavangerrenæssancen var den tilflyttede, nordtyske maler Peter Reimers. Andre centrale kunstnere i stavangerrenæssancen var maleren Gottfried Hendtzschel, Thomas Snekker og Andrew Smith.
Det var udbrud af pest både i 1618 og i 1629. I 1633 brændte to tredjedele af byen ned til grunden, inklusive hele den gamle middelalderby. Igen 1684 udbrød der en stor brand, hvor omkring 150 af byens 350 huse gik tabt. I 1686 mistede byen sine købstadsprivilegierne, som imidlertid blev givet tilbage i 1690, efter at folket var i god gang med at opbygge byen igen efter storbranden. Fra 1700 til 1701 blev der gennemført en fuldstændig folketælling, der viste, at der da boede 1.385 mennesker i byen.

### Industriby
Først engang i 1800-tallet kom et økonomisk opsving, som sørgede for en varig vækst af byen. En opblomstring kom som en følge af sildefiskeri, senere skibsfart og en betydelig konservesindustri. Stavanger var frem til begyndelsen af 1950'erne en typisk industriby, i modsætning til dagens situation, hvor byen først og fremmest fungerer som administrativt center for erhverv. Den 5. juli 1825 afsejlede sluppen Restauration fra Stavanger med en stor gruppe emigranter til Amerika. Dette var optakten til en massiv norsk udvandring til USA.
Stavanger fik igen virkelige opgangstider i 1800-tallet, først som følge af nyt opsving i sildefiskeriet, senere også på grund af skibsfarten. Jæderbanen til Egersund blev åbnet i 1878 med stationsbygning på Kannikåkeren ved Breiavatnet. Den 15. april 1883 gik scenetæppet for første gang i Stavangers nybyggede teater på Kannikplatået, som efterhånden blev kendt som Stavangers Akropolis. Her blev der i løbet af årene 1888 til 1897 bygget flere store offentlig bygninger, blandt andre Rogaland Teater, Stavanger Turnhall, Stavanger Museum og de ældre dele af Stavanger sykehus. I 1885 blev Stavanger kommunebibliotek åbnet, og i 1887stiftedes Stavanger Turistforening. Byens fodboldklub opstod som Idrettslaget Viking i 1899. I 1921 var Rosenberg Mek. Verksted blandt Skandinaviens største skibsværfter. I 1925 blev Stavanger på ny bispeby, 800 år efter oprettelsen af bispedømmet og opførelsen af domkirken.

### Anden verdenskrig
9. april 1940 blev Stavanger Lufthavn, Sola angrebet af 6 tyske Messerschmitt Bf 110 jagerfly lidt før kl. 08.00. Efterhånden kom også bombefly. Bombardementet varte i omtrent en time, før ti langsomtgående Junkers Ju 52 transportfly kom ind over flypladsen med faldskærmsoldater, mellem ti og tolv fra hvert fa flyene. Løjtnant Thor Tangvold, som ledet det norske forsvar af flypladsen, kapitulerede kl. 10.00. Umiddelbart herefter startede indflyvningen af nye tropper, brændstof og andre forsyninger. Mellem 200 og 300 transportfly landede og aftog i løbet af dagen. Kort efter kl 10.00, indledte de første kompagnier med tyske soldater marchen fra Sola mod Stavanger.
Tidlig 9. april indså oberst Gunnar Spørck, som var øverstkommanderende for Jegerbataljonen, at Stavanger-halvøen var en fælde. Mobiliseringen af Rogalandsbataljonen blev hurtigt flyttet fra Sviland til Dirdal og Gilja, mens Jegerbataljonen samme dag flyttet til Oltedal.
Den 8. april ankrede den tyske lastebåd Roda (6780 brt.) op ved Ulsnes, angivelig lastet med koks. Toldere og politimyndighed fattede mistanke om anden last, da skibet lå dybt i vandet. Skibet blev taget i arrest/prise og fik ordre om at flytte sig til Riska. Roda' flyttet sig ikke, og kaptajnen på Æger, Nils Bruun, besluttede at sænke skibet. Efter at have sendt mandskabet i redningsbådene, skød Æger 25 skud med 10 cm Boforskanoner uden at skibet sank. Tidlig om morgenen 9. april blev flere Ju 88 bombefly, som var sat ind fra angrebet på Sola, dirigeret videre mod Æger. Efter massivt angreb, som også gav tab af tyske fly, blev Æger sat ud af spil efter en fuldtræffer midtskibs og drev senere i land på Hundvåg, hvor overlevende tidligere havde reddet sig i land. I alt omkom otte mandskab og officerer af de syv fuldtræffere. Roda sank noget senere, og viste sig at være lastet med luftværnskanoner og meget ammunition.
Omkring kl. 12.30 var de første tyske soldater fremme i Stavanger centrum. Byen blev fredeligt erobret. Flere mænd forlod byen og drog til de norske tropper inde i Gjesdal, for der at deltage i væbnet kamp mod fjenden. Politikammeret, telefonkontoret, telegrafcentralen, postkontoret, havnekontoret, toldboden og gasværket blev alle taget under tysk kontrol.
Byens havnekontor var et af tyskernes vigtigste mål. Flere transportskibe var på vej mod Stavanger med forsyninger, våben og flere soldater. De første tre indledte losningen ved kaj syv om aftenen. Nogle dage før 9. april var en tysk civilist blevet indkvarteret hos byens tyske konsulat. På invasionsdagen overtog han rollen som byens nye "Hafenkaptein". Kl. 14.00 havde tyskerne fuld kontrol over Stavanger. Kl. 15.00 havde tyskerne under kommando af oberst Karl von Beeren møde med ordfører Lauritz Wilhelm Hansen og byens politiske og administrative ledelse.
Den 29. april 1944 blev Sørlandsbanen afsluttet ved at Flekkefjordbanen blev tilknyttet den oprindelige Sørlandsbanen. Dette havde haft en høj prioritet for tyskerne som i 1940 havde set for sig at den skulle være færdig senest 1. november 1941.

### Krigens slut
Ved krigens afslutning i 1945 fik general Franz Böhme opgaven at gennemføre kapitulationen af Festung Norwegen. I Rogaland var det chefen for 274. infanteridivision, general Weckman, som gav den formelle tyske overgivelsen. Da var der omkring 15.000 tyske soldater i Rogaland i 1945.
Før hjemsending af tyskerne forestod oprydning efter fem års okkupation. Der var 180 tyske minefelter i Rogaland, med til sammen 480.000 miner. Det tyske Wehrmacht måtte selv rydde minefelterne på land. 62 tyskere blev dræbt og 94 blev såret under minerydningen i Rogaland.
I retsopgøret efter 2. verdenskrig blev tre Stavanger-mænd dømt til døden og henrettet: Holger Tou jr. fra Byhaugen, Statspolitiets chef Hans Jakob Skaar Pedersen og butiksejer Reidar Haaland fra Våland  Arkiveret 31. oktober 2007 hos  Wayback Machine. Torturist Hans Jacob Skaar-Pedersen kom i varetægt i fængslet på Torvet i Stavanger fra han blev taget lige efter krigen til han blev dødsdømt. Den 30. april 1946 blev han henrettet ved skydning ved Sverresborg fæstning i Bergen.

### Olieby
Efter anden verdenskrig oplevede industrien i byen på ny vækst bl.a. på grund af gunstige efterkrigskonjunkturer i norsk og international økonomi. I 1950'erne og 1960'erne var skibsbyggeri, skibsfart og konservesindustrien fortsat de vigtigste drivkræfter i byens økonomi, og i løbet af den perioden blev mange af verdens største tankskibe søsat ved Rosenberg Mekaniske Verksted. Flere Stavanger-rederier var blandt verdens fremmeste transportører af råolie, olieprodukter og gas. 1960'erne blev hårdere end tiden lige efter krigen. Byen oplevede stagnation og tilbagegang, først og fremmest fordi efterspørgslen efter konservesprodukter svigtede. Den ensidige erhvervsudvikling var igen blevet et problem, og mangel på nyskabelse i erhvervslivet generelt. Der blev ikke skabt nye arbejdspladser og befolkningstallet i byen stagnerede. Midt i 1960'erne blev Stavanger karakteriseret som en af landets fattigste byer målt i gennemsnitlig indtægt pr. indbygger.
I efteråret 1962 ønskede det amerikansk olieselskab Phillips Petroleum Co. at lede efter olie og gas udenfor kysten af Norge. Samme efterår meldte også store og kendte udenlandske olieselskaber som Esso og Shell sin interesse. De fleste internationale olieselskaber valgte at slå sig ned i Stavanger. Dette førte til øget indvandring og flere arbejdspladser. Esso var det første olieselskab som begyndte at bore etter olie udenfor kysten af Norge. Det halvt nedsænkbare borefartøj Ocean Traveler blev slæbt fra New Orleans til Norge. Fartøjet begyndte at bore den 19. juli 1966. Boringen skete på blok 8/3, omkring 180 km sydvest for Stavanger. Riggen Ocean Viking fandt olie i brønden på Ekofiskfeltet den lille juleaften i 1969.
Stavanger blev for alvor "oliehovedstaden", da statens olieselskab Statoil blev oprettet ved et enstemmig stortingsvedtagelse 14. juni 1972 og hovedkontoret blev lagt til Stavanger. Fra 1960'erne frem til i dag har flere internationale olieselskaber lagt deres norske hovedkontor i Stavanger
Oljedirektoratet blev oprettet i 1972 ved Ullandhaug og Petroleumstilsynet blev etableret1. januar 2004 og lagt sammen med direktoratet, som et statslig tilsynsorgan.
I Jåttåvågen ved Gandsfjorden oplevede man også fra 1970'erne til 1990'erne olie-eventyret da der blev anlagt et stort industriområde for offshore-industrien, med bygninger af store Condeep-plattform og olieboreplatformer i beton. Blandt andet blev Condeep-understellet til de tre Gullfaks-platforme og Troll-A støbt af Norwegian Contractors her. I løbet af et par årtier oplevede byen og distriktet en stor ekspansion. I 1970 havde Stavanger en befolkning på omkring 80.000 mennesker og i dag er indbyggertallet over 121.000. Folk strømmede til fra ind- og udland, og fra udlandet kom de allerfleste fra USA og Vesteuropa.
I 1969 startet undervisningen ved den statslige Distriktshøgskolen i Stavanger. Høgskolen i Stavanger blev en af landets største af sin slags med ca. 7.000 studenter før den 1. januar 2005 fik status som landets femte universitet, Universitetet i Stavanger. I maj 2004 besluttet EU-landenes kulturministre at Stavangerregionen og Liverpool skulle være europæiske kulturbyer 2008.

### Gamle Stavanger
Gamle Stavanger består af 173 fredede og restaurerede træhuse som blev opført i slutningen af 1700- og begyndelsen på 1800-tallet. Området, som også er kendt som Straen, er Nord-Europas bedst bevarede træhusbebyggelse. De fleste huse er små og hvidmalede. Stavanger har modtaget flere priser for bevaringen af Gamle Stavanger. Husene er delvist i privat og delvist i kommunalt ejede.
Villa Blidensol i Øvre Strandgate er formentlig Stavangers ældste hus, efter Domkirken og Bispekapellet. Det antages at være blevet bygget tidlig på 1700-tallet, men kan også være bygget i slutningen af 1600-tallet.

## Natur og geografi
Kommunen dækkes af de nedre og midterste lag af dele af den kaledonske bjergkædefoldning, med nederst glimmerskifer og fyllit i øst, og øverst granit og gneis fra midte og yngre proterozoikum helt sydvest i Stavanger (og i Sola kommune).

### Topografi
Stavanger er en del af Låg-Jæren, et fladt landområde som hovedsagelig består af mose, sand og sten. Stavanger ligger ud til havet i vest og Boknafjorden i nordøst. Låg-Jæren strækker sig fra Ogna-elven i syd til Tungenes i nord, hvor den nordligste del inkluderet Stavanger kaldes Nord-Jæren. Byen ligger i et kystlandskab, hvor størsteparten af kommunens areal ligger mellem 0 og 50 moh. Landskabet har et karakteristisk udseende med klipper og bakker, hvor der ikke er bebyggelse eller landbrug. Byen er nært knyttet til havet og vand, med fem søer og tre fjorde (Hafrsfjord, Byfjorden og Gandsfjorden). Hav og fjorde danner meget af landskabet og giver samtidig en rig strandzone med vegetation og dyreliv.
Terrænet er lavtliggende. 49 % af arealet ligger under 20 moh., mens 7 % er 6 moh. Stavangers højeste punkt er Jåttånuten (139 moh.), fulgt af Ullandhaug (136 moh.).
Byen er vokset frem på begge sider af et vådområde som går tværs gennem terrænet med stejle skråninger og bakker op fra bunden. I forlængelse af Boknafjorden og Byfjorden skærer Vågen sig ind i området fra nordvest, mens Hillevågsvatnet trænger sig ind fra Gandsfjorden ved Strømmen i sydøst. Breiavatnet ligger mellem de to fjordtarmene.

### Øerne
Havet er fortsat en vigtig transportvej mellem byen og nordfylket i Rogaland. De beboede dele af byen er på fastlandet og øerne Hundvåg, Buøy, Austre Åmøy, Langøy, Bjørnøy, Roaldsøy, Ormøy, Steinsøy, Engøy, Sølyst, Grasholmen, Vassøy, Lindøy, Hellesøy, Tunsøy og Kalvøy.

### Areal
Kommunens areal er 54,19 km² og 67,67 km² inkluderet øerne (13,48 km²). Søerne udgør samlet 3,5 km². De største er Store Stokkavatn (2,19 km²), Hålandsvatnet (0,63 km², Stavangers del) og Mosvatnet (0,46 km²). Midt i centrum af byen ved Stavanger Domkirke ligger Breiavatnet.
Af kommunens totale areal udgør 43,23 km² (60,55 %) byområde. Dette er den højeste andel i landet. Det resterende areal består af landbrug og fri natur.

### Parker og grønne områder
Det findes flere parker og grønne områder i Stavanger kommune, både i centrum og udenfor. Centralt i byen ligger Breiavatnet som er omgivet af Byparken, som blev anlagt som byens første bypark i 1866–1868. Mellem Breiavatnet og vågen i byparken ligger Kiellandshagen som fik sit navn fordi digteren Alexander Kiellands hus i sin tid lå her. Kiellandsparken gik gennem en solid renovering i 2007 som del af tusenårsstedet i Stavanger kommune. I modsatte ende af Breiavatnet ligger det en lille park ved Byterminalen. Der ligger Utvandrermonumentet, en gave fra de norske-emigranter i USA til mænd og kvinder af norsk æt som bygget Amerika.
Bjergstedparken nord for Gamle Stavanger er et parkanlæg og her ligger Bjergsted Musikksenter med blandt andet Stavanger Konserthus, og områderne bruges ofte til festivaler og udendørskoncerter. Lendeparken blev anlagt til ære for byoriginalen Lars Lende, og ligger oppe i bakken på vestsiden af Vågen, som danner indgangen fra syd mod Gamle Stavanger. Kannikparken danner grænsen mellem Stavanger centrum og E39. Nordover går Løkkeveien mod Bjergsted, vestover går Madlaveien mod teateret og Bergelandstunnelen, østover mod E39. Parken ligger ved siden af Gamle Stavanger sygehus, som også har et større parkområde rundt hovedbygget. Gennem parken løber Kannikbekken, som kommer op til overfladen ved Statuen af den lille havfruen i Parken og som løber ud i Breiavannet. Kannikbekken løber stort set i rør før den kommer frem til Kannikparken.
Udenfor centrum ligger der parkanlæg mod syd i tilknytning til de store søer som Mosvatnet, Store- og Lille Stokkavatnet og Vannassen. Mosvatnet er 0,46 km² stort og er dermed det tredje største i Stavanger efter Hålandsvatnet og Store Stokkavatn. Vannet som var byens drikkevand fra 1863 til 1931, er det suverænt mest brugte friluftsområdet i Stavanger. Utvalgstellingene som blev foretaget i 1995 viste at anslagsvis 560 000 personer brugte turstien rundt Mosvatnet. Cyklister og løbere bruger ofte stien rundt om søen som er 3,2 km lang. Ved sydenden ligger Mosvangen Camping, Stavanger Svømmestadion Gamlingen og Vålandsskogen og på vestsiden findes Rogaland Kunstmuseum. Store Stokkavatnet er 2,19 km² stort, hvilket gør søen til den største i Stavanger. Lige ved Stora Stokkavatnet ligger Litla Stokkavatnet (0,15 km² stort). Stien omkring søerne er 8,2 km lang. I vandet ligger en holm, Storeholmen. Store Stokkavatnet var Stavangers drikkevandskilde fra 1931 til 1959, og blev senere degraderet til reserve-drikkevand. I 2009 blev det degraderet endnu engang, og det er nu lovligt at bade i søen.
Vannassen er en lille sø med friområde og parkområde rundt, placeret ved Åsen mellem Hetland og Hillevåg. Vannassen var vandværk for Hetland kommune på begyndelsen af 1900-tallet. Løjpen rundt om søen er belyst, og det er offentlig tursti fra Vannasen og ned mod Mariero. Det er skov rundt om hele søen. Vassåsveien afgrænser parkområdet mod en stor åben grusgrav, hvor omrejsende cirkus ofte slår telte op. Det fejres Sankthansaften her med bål. Hvert år plejer også russen på Nord-Jæren at have flere fejringer her.
Sørmarka er et stort grønt område med et areal på ca. 1.500 hektar som ligger ca. 4 km syd for Stavanger centrum. Det højeste punkt er Ullandhaug (136 m over havet) som Sørmarka ligger rundt om. Størstedelen af træerne er plantet. Allerede i 1910 blev det igangsat træplanting i denne del af Stavanger, og fra ca. 1930 til 1970 blev det meste af skoven plantet af Stavanger Skoglag og skoleelever fra byen. Det er også nogle enge og græsarealer. Det er et udbygget net af turstier på tilsammen ca. 8 km, heraf lysløjpe ca. 3,7 km. Her er også ridestier og stier for cyklister. I nærheden findes UiS, Ullandhaugtårnet, Jernaldergården og Stavanger Botaniske Hage. Botaniske Hage ligger i vestskråningen under Ullandhaugtårnet og den ældste del er urtehaven som blev anlagt i foråret 1977. Fra skråningen ved Ullandhaug har den botaniske have god udsigt over Jæren, Hafrsfjord og Nordsøen. Havens ene bredside vender mod universitetet, den andre mod Sørmarka med et netværk af stier. Rekreationsområdet har flere bænke og store græsarealer.

### Klima
Stavanger har et typisk atlanterhavsklima. Det er meget nedbør, men under gennemsnittet for Vestlandet. Det siges, at det ikke er regn, men "våd luft", også kaldet "fløjlsregn". Stavanger er åben og meget udsat for storme fra Nordsøen i efteråret og i januar. Vinteren er mild og snefattig, og sommertemperaturen ligger over landsgennemsnittet. Vintertemperaturen er sjældent under –4 °C, og om sommeren er den sjældent over 24 °C. Meteorologisk institutts statistik er fra en vejstation i Stavanger lufthavn, Sola, og kan afvige noget fra kommunens faktiske vejrforhold.
Kystklimaet ved Nord-Jæren er varmere end de geografiske forhold normalt skulle tillade på grund af Golfstrømmen, og dette giver byen et varmt klima på trods af at Stavanger ligger lidt under samme breddegrad som sydspidsen af Grønland. På den længste dag på året går solen ned nogle minutter før 23.00, mens mørket falder på ved ettiden og det lysner ved tretiden. I vinterhalvåret er solen oppe fra 9.00 til 16.00 på den korteste dag. Beliggenheden ved havet og så langt nord giver Stavanger det "jærske lys" som er Norges modsvar til lyset på Skagen.
Gennemsnitstemperaturen på årlig basis for Stavanger er 7,4 °C, og den gennemsnitlige nedbørmængde er på 1180 mm. Gennemsnitstallene er fra målinger gjort over en 30-års perioden fra 1961 til 1990 i Sola.
| Måned | jan | feb | mar | apr | mai | jun  | jul  | aug  | sep  | okt | nov | des |
| --- | --- | --- | --- | --- | --- | ---- | ---- | ---- | ---- | --- | --- | --- |
| Temperaturnormal °C | 0,8 | 0,6 | 2,7 | 5,5 | 9,9 | 12,8 | 14,2 | 14,4 | 11,7 | 8,8 | 4,6 | 2,2 |
| Nedbørnormal | 92  | 66  | 75  | 50  | 68  | 91   | 115  | 156  | 114  | 148 | 136 | 110 |
| Kilde: Meteorologisk institutt Arkiveret 26. maj 2012 hos hos Archive.is Alle data er fra målestationen i Sola. Tabellerne viser normalværdier, som er gennemsnit for en en internationalt fastsat 30-års periode, 1961 til 1990 |     |     |     |     |     |      |      |      |      |     |     |     |

## Samfund

### Byudvidelser og kommunesammenlægninger
Stavangers bydannelse startede med bebyggelsen langs Vågen og inderst med Domkirken. Frem til 1800-tallet groede byen langsomt og uorganiseret. Traditionelt regnede man området indenfor Skolebekken, Breiavatnet og langs Løkkeveien ned til Vågen og ud til Sandvigå som byen. Den første byudvidelse blev besluttet ved lov den 12. juli 1848. Med virkning fra 1. januar 1849 blev de såkaldte "Forstæder" overført fra Hetland kommune, det vil sige Konventgrunnene, Pedersgjeret, Blåsenborg, Verket, Rosenkildehagen, Bergeland, Kannik og en mindre del af Bispeladegård (tmodsvarer omtrent området fra Spilderhaug sydvestover til krydset Kongsteinsgata-Kirkebakken og videre syd-sydvestover til Lagård gravlund og Kongsgata). Næste udvidelse kom ved lov af 25. januar 1866, da det blev bestemt at "Samtlige Stavanger By tilliggende Egenæsløkker og Øer" fra 1. januar 1867 skulle sortere under byens myndighed. Dette svarer til Sølyst og Grasholmen og området fra Kalhammerviken mod sydvest til Byhaugen, derefter sydpå til Mosvatnet i nærheden af Hjaltlandsgata, langs Mosvatnet mod øst til omtrent på midten på søens østlige bred, derefter nordøst til Peder Klows gate/Erlands gate, videre sydøst til Kong Carls gate, langs Kong Carls gate til Vålandsgata og til slut mod nord til Kongsgata.
Den 4. maj 1878 blev næste byudvidelse bestemt. Den 1. januar 1879 blev byen udvidet med dele af Hetlands prestegård (Storhaug) med blandt andet Lervig og Kjelvene i øst, dele af gården Bispeladegård og dele af Våland i syd samt en stribe af Tasta langs søen i nord. I tillæg blev Buøy og Engøy indlemmet i Stavanger, mod byens protest. Det blev fra Stavangers side hævdet at disse øer "aldrig har været og neppe nogensinde vil blive, hvad man kaller By". Den første byudvidelsen i 1900-tallet kom den 1. juli 1905. Fra 1. januar 1906 blev yderligere enkelte dele af Hetland præstegård (Storhaug) og Våland indlemmet i byen. Ved lov af 29. juni 1923 blev dele af Tasta, Tjensvoll, Våland, Hillevåg og resten af Hetlands præstegård indlemmet i byen.
I tilknytning til Schei-komiteen blev det i 1964 fastslået at Hetland herredskommune, undtagen Riska sogn og Dale (som blev en del af Sandnes), fra 1. januar 1965 i sin helhed skulle slås sammen med Stavanger bykommune. Samtidig blev Madla kommune indlemmet i Stavanger. Sammenlægningerne øgede byens areal fra 11,31 km² til 70,04 km² og befolkningstallet øget fra 52.164 til 78.435 indbyggere.
Befolkningstilvæksten siden kommunesammenlægningen med tidligere Hetland og Madla kommuner i 1965 er på 42.969, fra 78.356 i 1965.
I nyere tid har det været flere debatter om kommunesammenlægninger i Nord-Jæren. Flere har foreslået at Stavanger bør slås sammen med Sandnes, Sola og Randaberg, som alle udgør en del af byområdet Stavanger/Sandnes. I november 2008 kom der flere forslag om at starte en proces for kommunesammenlægning, blandt andet foreslog AP politiker Odd Kristian Reme i Stavanger at bygge rådhus i Forus. Forslaget skabte stor debat og blev støttet af administrerende direktør Jostein Soland i Næringsforeningen, men ordfører Leif Johan Sevland ville beholde et eventuelt rådhus for en storkommune i Stavanger centrum. Rennesøy-ordfører Ommund Vareberg fremlagde ideen om at Rennesøy skulle gå ind for kommunesammenlægning med Stavanger.

### Kommuneadministration
Stavanger kommune har hovedadministration i rådhuset, Olav Kyrres gate 19, Olav Kyrres gate 23 og Ny Olavskleiv 6. Administrationen er delt ind i tre tjenesteområder:
- Opvækst og levekår har ansvar for kommunens undervisningstilbud i barnehaver og skoler, hospital- og socialtjenester og offentlige fritidstilbud for børn og unge.
- Bymiljø og udbygning har ansvar for alle tekniske tjenester som vand og afløb, renovation, alle kommunale gader og udendørsområder, parker, og naturområder, idrætsanlæg og forvaltning og udvikling af alle kommunale bygninger og ejendomme. Her findes også kommunens miljøsektion
- Kultur og byudvikling har ansvar for at planlægge blandt andet for boligbyggere, flere arbejdspladser, gode og fremtidsrettede transportløsninger og et godt kulturtilbud i Stavanger. Afdelingen har også ansvar for at tage vare på vigtige dele af byens kulturhistorie.

I tillæg består administrationen af disse støttefunktioner:
- kommunikationsafdeling
- økonomiafdeling
- personal- og organisationsafdeling
- kommuneadvokaten
- politisk sekretariat
- næringsafdeling

Stavanger kommune har udskilt dele af driften i fire kommunale foretagender:
- Sølvberget KF bestyrer Stavangers kulturhus Sølvberget.
- Stavanger Natur- og idrettsservice KF er driver og vedligeholder kommunens idrætsanlæg, idrætshaller, turstier, badepladser, legepladser, nærmiljøanlæg og naturområder, kulturlandskab og parker.
- Stavanger Parkering KF driver både offentlige og private parkeringspladser i Stavanger.
- Stavanger Byggdrift KF udfører drift, vedligehold, projektkoordinering og renhold på kommunens bygningsmasse på over 500.000 m2. Foretagenet driver også et storkøkken som leverer mad til kommunale sygehuse.

Selskabsformen kommunalt foretagende indebærer at fortagenet er udskilt fra kommunens administration og givet en mere selvstændig stilling med eget styre og daglig leder. Foretagender er alligevel en del af Stavanger kommune og ikke egne retssubjekt – til forskel fra stiftelser og aktieselskaber. Stavanger kommune har det økonomiske ansvar for virksomhedens dispositioner, som ikke kan optage lån eller på anden vis forpligte kommunen økonomisk. De er ikke egne arbejdsgiverområder, medarbejderne er ansat i Stavanger kommune og de følger den kommunale tariffaftalen. Offentlighedslov og forvaltningslov gælder også for kommunale foretagender.
Stavanger kommune havde til sammen 8.499 ansatte per marts 2012.

### Politik
Bystyret består af 67 medlemmer. Christine Sagen Helgø (H) er ordfører.
Kommunestyrevalgresultat 2011:
| Parti                     | Stemmetal | %    |
| ------------------------- | --------- | ---- |
| Høyre                     | 20.694    | 34,0 |
| Arbeiderpartiet           | 17.618    | 29,0 |
| Fremskrittspartiet        | 7.983     | 13,1 |
| Venstre                   | 5.646     | 7,5  |
| Kristelig Folkeparti      | 3.547     | 5,8  |
| Sosialistisk Venstreparti | 2.408     | 4,0  |
| Pensjonistpartiet         | 1.196     | 2,0  |
| Senterpartiet             | 1.153     | 1,9  |
| Rødt                      | 840       | 1,4  |
| Miljøpartiet De Grønne    | 765       | 1,3  |
| Valgdeltagelse/Total      | 60.838    | 62,4 |

### Offentlige instanser
Stavanger er sæde for Stavanger tingrett, Rogaland politidistrikt med hovedsæde i Stavanger politistasjon og Stavanger fengsel i Finnestad nord-vest i kommunen.
Stavanger regnes som centrum for olieindustrien i Norge og kaldes ofte for "Oliehovedstaden". Dette er på grund af at flere statslige kontorer med tilknytning til olien ligger her, som Oljedirektoratet, Petroleumstilsynet og det statsejede aktieselskab Petoro har deres hovedkontorer i Stavanger. Sjøkartverket holder også til i Stavanger.
Byens største hospital er Stavanger Universitetssykehus som er Norges fjerdestørste sygehus i antal ophold og ejes af Helse Stavanger. Gamle Stavanger Sykehus er en underafdeling af SUS, men bruges i mindre grad til medicinske formål og huser også administrationen til Rogaland Fylkeskommune.

### Uddannelse
Universitetet i Stavanger blev oprettet i 2005, ved en opgradering af Høgskolen i Stavanger. Universitetet har om omkring 9.000 studenter og 1.000 ansatte og er organiseret i tre fakulteter; humanistisk, samfundsvidenskabelig og teknisk-naturvidenskabelig. Universitetet ligger i Ullandhaug. Høgskolen i Stavanger (HiS), som var forløberen til universitet, blev etableret 1. august 1994, da seks statslige og en privat højskole i Stavanger fusionerede.
Misjonshøgskolen blev etableret i 1843, og har omkring 300 studenter fra ca. 20 lande. Højskolen blev i 2008 akkrediteret som videnskabelig højskole. MHS er ejet af Det norske misjonsselskap. Senter for Interkulturell Kommunikasjon (SIK) er tilknyttet misjonshøgskolen.
Kunstskolen i Rogaland blev etableret i 1978, med en forhistorie tilbage til 1957. Scandinavian School of Management tilbyder højskolestudier i markedsføring og ledelse. Skolen er 92,5 % ejet af John Bauer-konsernet. Solborg Folkehøgskole tager årligt imod ca. 140 elever og ejes af Normisjon. Andre private skoler er International School of Stavanger, The British International School of Stavanger og Stavanger franske skole som er i samme lokaler som Kampen skole.
Andre skoler i byen er Bedriftsfagskolen Stavanger, Noroff Instituttet Stavanger, Utdanningshuset Stavanger, Acta Bibelskole, BI Stavanger, Fjelltun Bibelskole, Folkeuniversitetet Stavanger, Imente Fagskole Stavanger, Nor Offshore Stavanger, Norges Kreative Fagskole Stavanger, Næringsakademiet Stavanger Peteka – Stavanger, PNI Opplæringssenter og Stavanger Offshore Tekniske Skole.
De videregående skoler sorterer ind under Rogaland fylkeskommune, men i Stavanger kommune ligger skolerne St. Olav, St. Svithun, Stavanger katedralskole, Kongsgård, Hetland, Jåttå, Godalen og Bergeland.

### Bydele
| Bydel             | Befolkning |
| ----------------- | ---------- |
| Hundvåg           | 13.013     |
| Tasta             | 14.269     |
| Eiganes og Våland | 22.939     |
| Madla             | 20.935     |
| Storhaug          | 14.908     |
| Hillevåg          | 19.187     |
| Hinna             | 21.852     |
| Total             | 127.506    |

Stavanger er delt ind i syv bydele og har et bystyreudnævnt bydelsudvalg som skal være et bindeled mellem bydelene og kommunen centralt. Bydelene har lille beslutningsmyndighed direkte set, men har udtaleret i de fleste sager som angår deres område.
Stavanger er videre inddelt i 22 delområder og 218 grundkredser.
Opvækst- og levekårsstatistik for kommunen er delt i fire områder uden afgrænsning for bydeler. Områderne er Eiganes og Tasta, Hinna og Hillevåg, Storhaug og Hundvåg og Madla. Arbeids- og velferdsetaten (NAV) som åbnede 3. juli 2006 benytter også denne inddelingen.
Hundvåg bydel består af flere øer som er forbundet med Storhaug og Stavanger via Bybrua som blev åbnet i 1978. Hundvåg er 6,41 kvadratkilometer stor, og har 12.631 indbyggere (2007). Bydelscenteret er Hundvågkrossen som ligger på øen Hundvåg. af industri kan det traditionsrige Rosenberg Verft som ligger på Buøy nævnes.
Tasta bydel består af nordre del af tidligere Hetland herred. Bydelen udgør den nordlige del af kommunen og omfatter området nord for Stokkavatnet og Byhaugen. Austre Åmøy, som har fastlandsforbindelse via Rennfast og Randaberg, indgår i Tasta bydel. Tastaveden, ca. 3 km nord for Stavanger centrum, er bydelens største friområde og højeste punkt (92 meter over havet), fulgt af Tastavarden (79 moh.)
Eiganes og Våland er vest i kommunen og dele af Stavanger centrum ligger i denne bydelen. Bydelen har 20.126 indbyggere (2006). Eiganes og Våland bydel består af vestre del af bycentret og området vestover til Stokkavatnet. Bydelens landareal er 7,01 km². Stavanger Domkirke, Byparken, Breiavatnet og Kongsgård videregående skole ligger indenfor bydelens grænser.
Madla udgør vestre del af kommunen og omfatter området vest for Stokkavatnet og Ullandhaug. Madlakrossen er bydelscenter for Madla bydel. Bydelens landareal er 13,87 km². Madla var egen kommune i perioden 1930–65. Kommunen blev oprettet i 1930, da Håland herred blev delt i to. Madla blev slået sammen med Stavanger kommune den 1. januar 1965. Her ligger KNM Harald Haarfagre, også kendt som Madlaleiren.
Storhaug ligger nord-øst i kommunen. Storhaug bydel består af halvøen øst for Vågen, Breiavatnet og Hillevågsvatnet samt øerne uden bro- eller tunneltilknytning til fastlandet. En gravhøj fra bronzealder og jernalder, ca. 1500 f.Kr. – 800 e.Kr. har givet bydelen sit navn.
Hillevåg ligger midt i kommunen, med Mosvatnet i nord og Ullandhaug i vest, Gandsfjorden i øst og Sørmarka i syd. Hillevåg var en del af tidligere Hetland herred. Tjensvoll var egen bydel frem til 1987, da flere bydele i kommunen blev slået sammen. Hillevåg huser vigtige institutioner som Stavanger Universitetssjukehus og Universitetet i Stavanger.
Hinna er en af bydelene som har haft størst vækst de senere år. Bydelen grænser op til Gandsfjorden i øst, Sandnes i syd, Sola i vest og Hillevåg i nord. Bydelens landareal er 15,00 km² og kommunens højeste punkt er Jåttånuten, 139 moh. Det har tidligere været meget offshore-industri i Jåttåvågen, men området er under ombygning og blandt andet ligger Viking Stadion her.

### Religiøse forhold
Den norske kirke har 68,8 % af befolkningen i Stavanger som medlemmer. Den norske kirke er organiseret i 17 menigheder, fra Vardeneset i nord til Gausel i syd, fordelt på to prostier i kommunen: Ytre Stavanger prosti og Stavanger domprosti. Menighederne samarbejder i Stavanger kirkelige fællesråd.
Stavanger var bispesæde fra 1120-tallet til 1682 da det blev overført til Christianssand stift, men 1. januar 1925 blev Stavanger bispedømme genindstiftet. Reinald var Stavangers første biskop og den første person i Stavanger man kender navnet på. Kong Magnus – muligvis Magnus Erlingsson, skrev et privilegiebrev til Stavangerbiskoppen Eirik Ivarsson hvor han gav hele "bøen" (ordet betyder bosted, og har været tolket både som by og gård) til biskoppen.
Relikviet af sankt Svithuns arm var i et relikvieskrin på højalteret i domkirken. Helgenerne forsvandt brat fra det kirkelige liv ved reformationen, men mindet om sankt Svithun lever alligevel videre. Sankt svithuns plads er efterhånden forsvundet fra bybilledet, det samme gælder Maskinhusets cykelmærke Svithun. Men der findes fortsat St. Svithun skole og St. Svithun videregående skole, St. Svithuns gate, Syftesokbakken og Syftesokveien. Syftesok er det folkelige norske navn for Svithuns festdag. Fra 13. marts 1898 har byen igen haft en kirke viet til sankt Svithun. Den blev den første katolske kirken i byen siden reformationen.
Byen har været kendt som "missionsbyen" på grund af sin missionsvirksomhed i 1800-tallet. Fra slutningen af 1700-tallet havde der været øget interesse og engagement for religiøst arbejde i byen. Ikke mindst voksede interessen for mission, og ønske om at omvende mennesker i fremmede lande. Det at Det Norske Misjonsselskap blev stiftet i Stavanger og at det fik etableret Misjonsskolen gjorde Stavanger til Norges fremmeste missionsby fra deres skole- og administrationscenter i Misjonsmarken. Byen er også blevet kendt for sit stærke bedehusmiljø i 1800- og 1900-tallet. Den 11. november 1876 blev Stavanger Indremisjon stiftet efter initiativ fra 40 kristne mænd (hovedsageligt haugianere) ledet af præsten Lars Oftedal. Dette er i dag IMI Kirken som i dag holder til i nabolaget til Stavanger forum på Tjensvoll. Dette var et af flere bedehusmiljøer som blev etableret i Stavanger, særlig i Bergelandsgata som efterhånden blev kendt som Bedehusgatå i folkemunde. Endnu den dag i dag lyser Norge ældste lysskiltreklame med teksten: "Jesus verdens lys" op Stavangers Skyline fra Bergelandsgata. Ved Asbjørn Klosters arbejde blev byen også godt kendt som totalafholdsbyen noget som præget byen frem til midten af 1900-tallet.

#### Andre kirkesamfund
Medlemstallet i tros- og livssynssamfund i Stavanger udenfor den norske kirke 2005
| - Den romersk-katolske kirke 4700 per 2009 St. Svithun katolske kirke - Islam 2.950 - Human-Etisk Forbund 2.132 - Metodistkirken i Norge 745 - Jehovas vitner i Norge 396 - Det norske Baptistsamfunn 369 - Kristne senter 306 - Pinsemenigheter 284 - Buddhistforbundet 226 |  | - Den Evangelisk Lutherske Frikirke 202 - Det Norske Misjonsforbund 178 - North Sea Baptist Church 163 - Adventistsamfunnet 125 - De Frie Evangeliske Forsamlinger 95 - Mormoner 120 - Stavanger International Church 66 - Den Lutherske Bekjennelseskirke 24 - Andre 955 |

### Forsvaret
Siden 2003 har NATOs Joint Warfare Centre været lokaliseret i Jåttå i Stavanger. Frem til 2009 var også Fellesoperativt hovedkvarter placeret her.
Rekrutskolen KNM Harald Haarfagre holder også til i byen. Lejren begyndte som Madlamoen ekserserplads og blev etableret i 1871. I dag bliver den ofte omtalt som Madlaleiren. Ved Madlaleiren er det også en skydebane.
Ulsnes er en nedlagt søforsvarsstation i Hundvåg. Heimevernets afdeling HV08 affyrer salutter herfra blandt andet på 17. maj. Selv om stationen ikke indgår i den nationale basestruktur bruges den blandt andet af JWC. Et NATO FORACS anlæg er også placeret her.
Agder og Rogaland Heimevernsdistrikt 08 har hovedkvarter i Vatneleiren i Sandnes, og har det militære ansvaret for Stavanger.

### Befolkningsudvikling
Stavanger havde en lav befolkningsvækst siden middelalderen og frem til slutningen af 1700-tallet. Siden 1800-tallet har det være en jævn befolkningsvækst. Siden 1950'erne er befolkningen fordoblet. Særlig efter at det blev fundet olie i slutningen af 1960'erne har der været en stor befolkningsvækst i kommunen. Dette er i høj grad som følge af stor tilflytning, blandt andet fra udlandet. Befolkningsudvikling i Stavanger siden 1769 per 1. januar:
| År                 | Befolkning |
| ------------------ | ---------- |
| 1769               | 3.337      |
| 1801               | 3.916      |
| 1855               | 16.121     |
| 1900               | 36.202     |
| 1950               | 67.181     |
| 2001               | 109.566    |
| 2009               | 121.610    |
| 2013               | 129.191    |
| 2020*              | 147.581    |
| 2030*              | 165.880    |
| *Hovedprognose SSB |            |

#### Befolkningsudvikling; forskellige milepæle for kommunens tilvækst
Stavanger kommune rundet 125.000 indbyggere den 30. juni 2010 med svenskeren Bengt Wikell. Dette blev fejret den 4. juli 2010 i en officiel ceremoni. Ordfører Leif Johan Sevland sagde blandt andet "Dette er en glædelig milepæl for os. Det genspejler den kraftige vækst vi har i antal indbyggere, og at Stavanger er en stærk region både i national og i europæisk sammenhæng."

### Indvandringen
Efter at det blev fundet olie i Nordsøen er indvandringen til Stavanger øget kraftig. 1. januar 2000 var det 10.916 personer med indvandrerbaggrund i Stavanger. 1. januar 2008 var tallet 16.636. Siden 1972 har tilflytningen været på over 4.000 per år, og jævnt stigende. I 2008 var det 8.191 indflyttere til kommunen. Den totale befolkningsvækst per år har siden 2006 været over 2.000 nye Siddiser (beboere i Stavanger). Andelen indvandrere med vestlig baggrund er 4,3 procent og andel personer med ikke-vestlig indvandrerbaggrund er på 9,4 procent. 13,7 procent af kommunens indbyggere er førstegenerationsindvandrere og personer født i Norge af to udenlandskfødte forældre uden norsk baggrund.
Indvandrere i Stavanger, efter national baggrund (de 20 største grupper), per 1. januar 2008:
| Land                | Befolkning |
| ------------------- | ---------- |
| I alt               | 18.434     |
| Polen               | 1.686      |
| Storbritannien      | 1.364      |
| Tyrkiet             | 1.125      |
| Somalia             | 728        |
| Tyskland            | 680        |
| Danmark             | 676        |
| Sverige             | 670        |
| Vietnam             | 543        |
| Indien              | 535        |
| Pakistan            | 535        |
| USA                 | 529        |
| Bosnien-Hercegovina | 502        |
| Iran                | 502        |
| Rusland             | 458        |
| Filippinerne        | 383        |
| Thailand            | 374        |
| Frankrig            | 360        |
| Irak                | 350        |
| Kina                | 350        |
| Kosovo              | 342        |

### Venskabsbyer
Stavanger har samarbejde med nordiske, afrikanske, asiatiske og amerikanske byer eller kommuner.
| - Skotland Aberdeen - Madagaskar Antsirabe - Danmark Esbjerg - Sverige Eskilstuna - Nicaragua Estelí - Island Fjarðabyggð - USA Galveston - USA Houston |  | - England Harlow - Finland Jyväskylä - Brasilien Macaé - Eritrea Massawa - Palæstina Nablus - Israel Netanya - Frankrig Toulouse |

## Infrastruktur og transport
Stavanger er knyttet godt sammen til resten af fylket, trods Boknafjorden som deler fylket i tre. E39 med motorvej forbinder Stavanger og Sandnes, og fortsætter via Rennfastsambandet i undersøiske tunnel og færge mod Haugesund.
Veje på Riksvei 44 går sydover gennem bydelene Hillevåg og Hinna til Sandnes. Madlaveien ned mod Kannik er en af de mest trafikerede vejstrækningerne i byen og havde i 2001 en årsdøgntrafik på 45.000 køretøjer, mens motorvejen langs E39 har en årsdøgntrafik på nesten 65.000 køretøjer.
Kollektiv trafik i Stavanger og Nord-Jæren administreres af Rogaland Kollektivtrafikk RKT under navnet Kolumbus, og busserne køres af Boreal. Kolumbus' busser er let genkendelige med grønne farver. Byterminalen og området omkring Breiavatnet er knudepunkt for busserne.
Jernbanen mellem Egersund og Stavanger åbnet 27. februar 1878. Jærbanen fik dobbeltspor mellem Stavanger og Sandnes i 2009.
Stavanger Lufthavn, Sola ligger i Sola kommune ca. 14 km fra Stavanger centrum. Lyfthavnen Sola blev åbnet i 1937. Lufthavnen har betydelig helikoptertrafik til og fra olieboreplatformer i Nordsøen. Lufthavnen har direkte indenrigsforbindelse til Bergen, Kristiansand, Kristiansund, Oslo, Sandefjord, Skien, Trondheim og Ålesund. Derudover til udenrigslufthavne i Aberdeen, Alicante, Amsterdam, Berlin (Schöenefeld), Billund, Esbjerg, Frankfurt, Fuerteventura, Graz, Göteborg, Hannover, Innsbruck, Krakow, København, Lanzarote, Las Palmas, London (Gatwick og Heathrow), Malaga, Murcia, Newcastle, Paris (Orly), Prag, Riga, Rygge, Salzburg, Tenerife og Warszawa. Størsteparten af trafikken kommer fra ruten til Oslo, som har cirka 25 daglige afgange.
Bilfærge går fra Stavanger til Tau i Strand kommune og til befolkede øer i Boknafjorden. Det går også hurtigbåde fra Stavanger til Ryfylke, i ruterne til Finnøy, Strand, Suldal og Sauda. Flaggruten sejlede strækningen Stavanger - Kopervik - Haugesund - Stord - Bergen i perioden 1960-2013. Internationale færger gik tidligere fra udenrigsterminalen ved Strandkaien i Vågen. Den sidste rute til DFDS Seaways mellem Stavanger og Newcastle blev nedlagt 1. september 2008. Den nye udenrigsterminal ved Risavika på Sola, som stod færdig 1. oktober 2008, skal overtage udenlandstrafikken

## Erhverv
I begyndelsen af 1900-tallet var Stavanger hovedsagelig knytte til fiskeri og skibsfart, og blev i løbet af første halvdel af det århundrede kendt for konserves, og i 1950'erne var det over 50 konservesfabrikker i byen. Byen blev også kaldt Norges "konserveshovedstad", med Christian Bjelland som grundlagde Chr. Bjelland & Co A/S. Den sidste af disse fabrikker blev nedlagt i 2002.
Omkring 1950 var over halvdelen af de erhvervsaktive i byen beskæftiget i industri. Strukturændringerne i industrien og den stærke udvikling af tjenesteydende erhverv har radikalt ændret byens beskæftigelsesgrundlag, og nu udgør industriens andel af beskæftigelsen omkring 11 procent, men byen har fortsat 29 procent af fylkets beskæftigelse.
Værkstedindustrien er vigtigste branche med 59 procent af industrien. Dette er stort set i tilknytning til offshore-industrien og produktion af olieboreplatforme alene udgør 40 procent. Andre vigtige industribrancher er grafisk-forlag og fødevare- og tobaksindustri. Inden fødevare- og tobaksindustrien er forædling af lokale landbrugsprodukter fra Jæren, med blandt andet Gilde Vest med et af landets største slagterier. Af den grafiske industri mærkes særlig trykkerier og de store dagblade i byen, Stavanger Aftenblad og Rogalands Avis.
Ansatte i kommunen, fordelt på erhverv i 2007 i procent er 0,6 i primær, 27,4 i sekundær og 71,7 tertiærnæringer. Ansatte i kommunen, fordelt på sektor i 2007 i procent er 24,4 i offentlig forvaltning og 75,6 i privat sektor og offentlige virksomheder.
Industrien er de senere år blevet stærkt decentraliseret. De vigtigste af de nyere industriområder er Forus-området ved grænsen til Sandnes og Sola i syd og Dusavik ved grænsen til Randaberg i nord, væsentlig olierelateret virksomhed. Betydelige ældre industriområder er Hillevåg, Buøy, de østlige bydele og stedvis ellers langs kysten. På Buøy ligger Rosenberg Verft fra 1896. Skibsbyggeri og skibsfart har traditionelt været af stor betydning for byens økonomiske vækst. Også i dag er Stavanger blandt landets vigtigste søfartsbyer og er den fjerdestørste målt efter registreret flåde af landets byer efter Oslo, Bergen og Ålesund.
For fjerde år i træk blev Stavanger-regionen i 2007 kåret til Norges bedste erhvervsregion. Det er Telemarksforsking-Bø som har udarbejdet Nærings-NM hvor de rangerer regionerne i Norge med hensyn til rentabilitet, vækst og nyetableringer.

### Landbrug og mad
Byen blev først udvidet i 1849. Ved kommunesammenlægningen i 1965 kom betydelige landbrugsområder indenfor byens grænser, men på grund af befolkningsvæksten og den høje andel dyrket jord er der konflikter mellem landbrugs- og udbygningsinteresser. Kommunen og fylket samarbejder med Sandnes og andre kommuner om videre udbygning af byområdet for at spare landbruget.
Stavanger-regionen omtales ofte som Norges svar på den franske madregionen Lyon. Gastronomisk Institutt med hovedkontor på Ullandhaug var vigtig for satsningen på mad i Stavanger. Efter at Gastronomisk Institutt gik konkurs, blandt andet på grund af en fejlsatsning i Oslo den 4. juni 2008, blev Kulinarisk institutt oprettet af stiftelsen Rogaland kunnskapspark og Rogaland fylkeskommune. De skal videreføre dele af arbejdet til Gastronomisk Institutt og fik til sidst tilbagekøbt navnet, logoet og mærkevaren Gastronomisk Institutt fra konkursboet.
Sommeren 2007 blev madaktørerne i regionen tildelt titlen "Norwegian Centres of Expertise in Culinoloy". Måltidets Hus som er under opførsel i Ullandhaug skal fungere som en platform og innovativ arena, ikke bare for regionens FoU miljø, men også mod andre kompetancemiljøer, industri og det offentlige. I juli 2008 arrangerede Stavanger europamesterskabet som kvalificering til Bocuse d'Or. I 2008 var Norge repræsenteret ved Geir Skeie som også vandt guld. Hvert år arrangeres Gladmatfestivalen i centrum af byen. Festivalen opstod i netværket Matfylket Rogaland, da de ville formidle madtraditioner fra regionen. Stavanger-regionen har som mål, at man inden 2020 skal være den region, som flest nordmænd forbinder med madprodukter og madoplevelser.

### Medier
Stavanger er fylkets mediecentrum. Byen er domineret af fire medievirksomheder, det største er det børsnoterede mediekoncern Stavanger Aftenblad som udgiver avisen Aftenbladet. Derudover findes Rogalands Avis, TV Vest og NRK Rogaland som sender radio og TV fra Ullandhaug.

#### Aviser
Byens største dagblad, Stavanger Aftenblad, udkom med sin første udgave i 1893. Konkurrenten Rogalands Avis udkom første gang i 1899 under navnet 1ste Mai, og fra 1906 udkom avisen som dagblad. I 1987 blev det forsøgt at etablere en ny avis, Vestkysten, men den blev kun udgivet i to måneder og endte et samlet tab på 27 millioner NOK.
Den første avis som udkom i Stavanger var Stavangerske Adressecontoirs Efterretninger, en håndskrevet ugeavis som formentlig udkom i 1769 og 1770. Denne avis var ikke en normal nyhedsavis, men en såkaldt adresseavis med privilegium til at bringe bekendtgørelser, små artikler og annoncer. Den første trykte avis i Stavanger var Stavanger Adresseavis, som udkom med første udgave fredag 4. oktober 1833.
Stavanger Avis udkom fra 1888 og frem til 1911. Forfatteren og siddisen Alexander L. Kielland var redaktør i 1889. Stavanger Avis var også navnet på avisen som udkom fra 1942 til 1945, hvor Stavanger Aftenblad og Stavangeren blev slået sammen af Pressedirektoratet.
Studentavisen Hugin udkommer hver anden uge.

#### TV og radio
Stavanger har én Tv-station, TV Vest som sender lokale nyheder og reportager. Viking TV er Tv-kanalen til fodboldklubben Viking FK. Viking TV startet 2. marts 2008. Kanalen distribueres via Lyses bredbåndsnet, og når ud til 120.000 seere i 45.000 husstande. I tillæg sender NRK1 Rogaland lokale nyhedsudsendelser på radio og TV samt andre lokalradiostationer og studentradio.

### Oliehovedstaden
I nyere tid er byen blevet kaldt "oliehovedstaden", og Norges største olieselskab Statoil har hovedkontor på Forus i Stavanger. Statens olieselskab Statoil blev oprettet ved et enstemmig stortingsvedtagelse 14. juni 1972 og hovedkontoret blev da lagt til Stavanger. I dag har Petoro som er et norsk statslig aktieselskab med ansvar for at værne de forretningsmæssige forhold knyttet til statens direkte økonomiske engasjement i olievirksomheden på norsk kontinentalsokkel hovedkontor i byen. Flere andre internationale olieselskaber har deres norske hovedkontor i Stavanger.
Oljedirektoratet blev oprettet i 1972 ved Ullandhaug og Petroleumstilsynet blev etableret 1. januar 2004 og lokaliseret med direktoratet, som et statsligt tilsynsorgan.
Jåttåvågen ved Gandsfjorden var fra 1970'erne til 1990'erne et stort industriområde, da særlig for offshore-industrien, med opførsler af store Condeep- og olieboreplatforme i beton. Blandt andet blev Condeep-understellet til de tre Gullfaks-platforme og Troll-A støbt af Norwegian Contractors her.
Offshore Northern Seas er verdens næststørste udstilling af sin slags, inden for olie og gas. ONS finder sted i Stavanger sidste uge af august hvert andet året. I 2008 var det 38.000 besøgende, hvoraf halvdelen kom fra udlandet.

### Turisme
Stavanger er en populær turistby, særlig om sommeren. Hotellerne i byen har godt belægning året rundt på grund af mange pendlere som rejser til arbejde og møder i Stavanger. I de senere år er Stavanger også blevet en af Norges mest populære anløbssted for krydstogtskibe. Antallet af anløb er øget jævn de seneste år, og Stavanger er en af Europas hurtigst voksende anløbssteder for krydstogtturisme nord for Middelhavet. I 2009 var 99 skibe og 146.000 passagerer igennem byen og i 2010 var det totalt 111 cruiseskibe med cirka 175.000 passagerer som besøgte byen.

## Kultur

### Byvåben
Da Alexander Kielland var borgmester, fandt han en gammel signet. Motivet stemte overens med ældre dokumenter, det ældste fra 1591. Signeten er fremstillet af Hans Johanson Rise. Den samme signeten bruges i dag af ordføreren i Stavanger.
Hvilke type blade og grene som er afbildet på byvåbenet har været heftig debatteret, der nogen mente det var en eg og nogle en vingren. Botanikere er imidlertid enige om at motivet er en vin-stubbe. Nogle har ment at det ville været mere naturlig at vælge en eg – eftersom Stavanger skal have haft store egeskove, bl.a. set i navnet Eiganes (det norske navn for eg er eik). Andre mente det var usømmelig at bruge vintræ i afholdsbyen Stavanger.
Dette førte til at man i en periode fra midten af 1800-tallet frem til begyndelsen af 1900-tallet brugte eg med spirende blade som byvåben. Denne tolkningen af byvåbnet kan man finde igen i blandt andet logoet til Viking Fotballklubb og på et skilt over indgangsdøren til Valbergtårnet.
Hallvard Trætteberg fik til opgave at udforme det officielle byvåben for Stavanger, et arbejd som tog fra slutningen af 1920'erne og frem til godkendelsen i 1939. Blandt de som i bystyret særlig kæmpede for det gamle mærke var Anders Bærheim. Trætteberg fik til slut et bundet mandat, da det blev bestemt at motivet skulle være vinstokken i Stavangers gamle segl fra 1591. Seglet tegnet han i stræk og uden farver, sådan at det kunne egne sig som model for stempel. Våbnet fik farver, guld og blå, fordi der efter gamle heraldiske regler helst bare skulle være et metal, enten gul eller sølv, og én farve i våbnet. Ved Kongelig resolution 11. august 1939 blev byvåbnet fast som: "På blå bunn en liggende avkvistet gull vinranke med blad og slyngtråder". Dette bruges også som byens våben, flag og segl.

### Kulturliv
Stavanger var sammen med Rogaland, Sandnes og Liverpool Europas kulturhovedstad i år 2008.
I løbet af året arrangeres en række arrangementer på Stavanger konserthus og Rogaland Teater og det er i dag planer om et nyt koncerthus for at dække det øgede behovet i området.
Broken Column er 23 statuer som er placeret forskellige steder i Stavanger. Statuerne er placeret sådan at de danner en søjle ved at de er placeret efter hinanden i højde over havet. Alle statuerne er vendt i samme retning, ud mod havet. Disse statuer er i mørk bronzefarve, og er formet som mænd med glatte kurver. Kunstneren Antony Gormley har lavet udstillingen, og skulpturerne er en afstøbning af Gormleys krop. En udstilling med tilsvarende statuer stod en periode som kunstværket another place på Solastranden.
Folken er studenthus og koncertlokale i Stavanger. Det oprindelige navn på huset er Folketeateret. Folken blev åbnet som studenthus i 1988 og drives af Stiftelsen Studentersamfunnet Folken. Som på de andre studentersamfund i Norge pågår det forskellige aktiviteter i Folken, blandt andet koncerter, revy, filmklub, kunstudstillinger og debatter. Hovedvægten af arbejdet bliver udført af frivillige.

### Museer
Byen har flere museer og samlinger, som er både lokale og nationale. Byens mest besøgte museum er Norsk Oljemuseum, som har haft ti år med besøgsrekorder fra 1998 til 2008, da næsten 95.000 personer besøgte museet og som er det eneste oliemuseet i Europa.
Byens ældste museum er Misjonsmusèet som blev etableret i 1864. Museet er lokaliseret i underetagen af fakultetsbygningen på Misjonshøgskolen. Museet har omtrent 5000 genstande som består af flere genstande af etnografisk og missionshistorisk interesse fra de forskellige missionsområder.
Stavanger Museum blev grundlagt i 1877 og er dermed et af landets ældste museer. Stavanger Museum er i dag en institution som omfatter flere historiske bygninger og samlinger. Stavanger Museum består af tilsammen otte steder: Stavanger Museum Muségata 16, Stavanger Sjøfartsmuseum, Norsk Hermetikkmuseum, Ledaal, Breidablikk museum, Den kombinerede Indretning, Norsk Grafisk Museum og Norsk Barnemuseum. I hovedmuseet findes nu en kulturhistorisk afdeling, en zoologisk samling, og et bibliotek.
Arkeologisk museum ved Universitetet i Stavanger er det største museum i Stavanger, målt efter antal ansatte. AmS er et statsligt museum med ansvar for fortidsminder i Rogaland som er en del af UiS. Museet driver også omfattende formidlingsvirksomhed, og har lokaler ganske nær Stavanger Museum.
Rogaland Kunstmuseum ligger ved Mosvannet og har blandt andet landets største samling af Lars Hertervigs arbejde. Museet har malerier af norske kunstnere som Edvard Munch, Christian Krohg, Eilif Peterssen og Harriet Backer. Rogalandskunstnere er også repræsenteret ved blandt andet Kitty Kielland, Nicolai Ulfsten, Carl Sundt-Hansen, Olaf Lange og Åge Storstein.
Vestlandske Skolemuseum er et museum i Stavanger. Skolemuseet holder i dag til på Kvaleberg skole det gamle 1920-bygning. Vestlandske Skolemuseum blev etableret i 1925 og er et specialmuseum for skolehistorie i Rogaland.
Ved Vågen ligger Det norske utvandrersenteret på den vestlige side og på den østlige side af Vågen ligger Valbergtårnet med sit vægtermuseeum. Norsk Telemuseum har en afdeling i Stavanger ved Løkkeveien.

### Forfattere og bøger
Stavanger har været scenen i mange litterære værker og flere kendte forfattere kommer fra byen. Den største og mest kendte af dem alle er Alexander Kielland. Sammen med Ibsen, Bjørnson og Lie markedsføres han af sit forlag Gyldendal som en af de fire store inden for norsk litteratur. Hoveddelen af Kiellands produktion blev udgivet sent i 1800-tallet. Handlingen i romanerne foregår stort set kun i Stavanger, blandt andet Gift, Garman & Worse, Skipper Worse og Jacob. Kieland kom med kraftig kritik af småbyens hykleri, borgerskabets udnyttelse af arbejderne, det huske-domineret skolesystem og kirken. Kielland skrev med skarp pen, og var ofte meget sarkastisk. Hans søn Jens Zetlitz Kielland skrev også om barndomsårene ved Breiavannet.

Sigbjørn Obstfelder er en af de mest kendte nyromantiske digterne i Norge. En del af digtene i samlingen, blandt andet Jeg ser, er præget af ensomhed, undring, angst og fremmedfølelse, mens andre er præget af mystik og erotisk/religiøs længsel. Mange af digtene er melodiøse, pga. Obstfelders lidenskabelige forhold til musik. Henrik Steffens var født i Stavanger, men han regnes som en tysk filosof, videnskabsmand og digter.
Andreas Jacobsen, også kendt som Ajax har skrevet flere fortællinger om Stavanger blandt andet Johanna, Broremann og frk. Sørensen, Far og mor te an Marton, og Gudlabadnet te na mor. Han skrev også flere sange som "Sjynt at kjøra buss". Hans bøger bruger "Siddisdialekt" (dialekten som tales i Stavanger).
Gottfred Borghammer skrev i alt 17 bøger med udgangspunkt i lokalhistorie fra Stavanger. Flere af bøgerne er selvbiografiske. Han ga de fleste af dem ut på eget forlag. Martin Nag er en forfatter og oversetter som har skrevet en del om Norden og Østeuropa og litteratur, kulturhistorie og socialhistorie fra Rogaland. Gunnar Bull Gundersen var en norsk forfatter, dramatiker og lyriker som skrev en række bøger fra 1950-tallet til midten af 1980-tallet.
Af samtidsforfattere kan nævnes Arild Rein som debuterede i 1998 med romanen Hundedagane og udkom med fortsættelsen Grisekoret i 2001. Den sidste bog i Stavangertrilogien, Kaninbyen, kom i 2004 og blev valgt som bogen "alle" skulle læse i Stavanger i kulturhovedstadsåret 2008 som en del af Stavanger2008 projektet "Gjestfrihetens kunster".
Tore Renberg er en anden forfatter i samtidens Stavanger. Med sine bøger om Jarle Klepp, en ung mand som vokser op i Stavanger. I bøgerne Mannen som elsket Yngve, Kompani Orheim og Charlotte Isabel Hansen er handlingen lagt til Stavanger og skildrer miljøet i byen.
I 2005 blev den lille bogen Pur morgen af stavangerforfatteren Rune Salvesen nomineret blandt ti andre til titlen "årets beste bok" i Dagbladet. Salvesen har siden udgivet to bøger, hvor den sidste, Vinden ved verdens ende har handling lagt til hjembyen.
Byen har været vært for fribyforfattere siden 1995. I Stavanger kulturhus Sølvberget arrangeres den årlige internationale litteratur- og ytringsfrihedsfestivalen Kapittel. Her kommer fremtrædende lokale, nationale og udenlandske forfattere og artister. Hvert år har festivalen et internationalt fokus og gæster fra flere verdensdele. Den årlige litteraturuge på Café Sting er populær og her læser norske forfattere højt fra deres værker.

### Film
Filmmiljøet i Stavanger har de sidste år markeret sig nationalt, og begreber som "Stavanger-bølgen" og "Filmbyen Stavanger" har opstået. Filmforum Sørvest blev etableret i 1992 og er en interesseorganisation for filmarbejdere i Rogaland. Målsætningen er at øge kompetencerne blandt filmarbejdere i regionen og stimulere til øget filmproduktion. Filmforum Sørvest har modtaget driftstøtte fra Stavanger kommune siden 1995 og fra fylket siden 1997. I tillæg har de modtaget tilskud til filmworkshop fra fylket og tilskud til andre brancheudviklende tiltag fra Stavanger kommune.
Stavanger kommune har siden 1997 haft en tilskudsordning med støtte til lokal filmproduktion. Målsætningen har været at stimulere det lokale filmmiljø til vækst og udvikling, og bidrage til at lokale filmskabere kan få initieret deres filmprojekter sådan at de kan søge om produktionsstøtte fra andre offentlige instanser. I tillæg ønsker man at give støtte til allerede færdiggjorte projekter – primært for at bidrage til biografvisning af lokalproducerede film.
Spillefilmen Mongoland blev produceret udenom den traditionelle infrastrukturen for norsk spillefilm. Etablering af produktionsselskabet Sydvest Film og Filmkraft Rogaland skal sikre langsigtede fondsafsætninger til filmproduktioner. Arild Østin Ommundsen debuterede som filminstruktør med spillefilmen Mongoland i 2000 og har i eftertiden instrueret og skrevet manuskripter til Hjemsøkt (2003) og Monstertorsdag (2005). Ommundsen var med på at starte den nye Stavangerbølgen som kom efter Mongoland havde premiere. I 1999 vandt også Ommundsen Gullstolen på Kortfilmfestivalen i Grimstad med filmen Før solen står opp.
Fem spillefilm kan definere som "stavangerfilm": Mongoland fra 2000, Alt for Egil (2004), Monstertorsdag (2004), Mannen som elsket Yngve (2008) og Jernanger (2009). I efteråret 2009 havde spillefilmen Rottenetter premiere i biografen.
Stavanger har 12–15 produktionsvirksomheder og desuden ni firmaer som lægger vægt på tjenester inden for lyd, lys, teknik og scenografi. I tillæg kommer adskillige af manuskriptforfattere, fotografer og andre filmarbejdere.
Tore Renbergs bog Mannen som elsket Yngve blev indspillet som film og havde premiere 15. februar 2008. Filmen blev set af over 30.000 mennesker i løbet af premiereweekenden. I juni 2008 var den set af 171.435 personer på norske biografer. Filmskaberen Stian Kristiansen fik i 2008 Stavanger kommunes manusstipendium
Den 30. september 2010 havde filmen Nokas premiere i Stavanger. Filmen handler om om NOKAS-ranet i Stavanger 5. april 2004 og handlingen er lagt til Stavanger og særlig NOKAS tællecentral i Norgesbank-byggeriet i Kongsgata og på Domkirkepladen ved Mariakirkeruinen. Nokas blev instrueret af Erik Skjoldbjærg. Familien til politimanden som døde under ranet har ikke autoriseret filmen.

### Festivaler
Det arrangeres årlig flere festivaler i Stavanger. Blandt de mere kendte festivalerne er Gladmatfestivalen, Den store Norske Humorfestivalen, Kammermusikkfestivalen, litteraturfestivalen Kapittelfestivalen, MaiJazz, World Tour Sand-volleyball, Stavanger på skeivå (Stavanger Pride) og Xplosif Hiphop-festival.

### Tusenårssted
Kommunens tusenårssted er Torvet, Blå Promenade og Byparken. Kommunen har som mål at området skal fungere som et fællesområde og identificere byens egenart og identitet.
Tusenårsprojekterne blev lavet i samarbejde med Norsk institutt for kulturminneforskning (NIKU) og Arkeologisk museum i Stavanger (AmS), en udstilling om Middelalderbyen Stavanger. Denne er et fredet kulturminde, som ligger under dagens bycentrum som man foreløbig har begrænset viden om.
I forbindelse med oparbejdningen af tusenårsstederne blev der gjort arkæologiske udgravninger for at forbedre kendskabet til Stavanger som middelalderby.

### Sport
Stavanger har i dag nationale topklubber i flere idrætsgrene, blandt andet Fodbold (Viking FK), ishockey (Stavanger Oilers) og håndbold (Viking Håndball). Stavanger Basketballklubb spiller i 1. division både for herrer og damer, og SIF spiller i 2. division i 2010 efter at de rykket ned fra Adeccoligaen i 2009.
I 2009 blev VM i beachvolleyball arrangeret i Stavanger, efter flere år med World Tour Beachvolleyball.
I tillæg har kommunen en række sportsforeninger som Idrettslaget Brodd, Madla Idrettslag og Stavanger Turnforening, som er kommunens største idrætsklub.

#### Fodbold
Viking Fotballklubb blev stiftet i 1899 som byens første fodboldklub. Klubben har fra 1950'erne været en af de dominerende klubberne inden norsk fodbold. Viking været indehaver af førsteplads på maratontabellen regnet fra 1948, og andenplads på maratontabellen regnet fra 1963. Klubben har taget 8 seriemesterskaber og 5 cupmesterskaber. Det sidste seriemesterskab kom i 1991 og det sidste cupmesterskab blev vundet i 2001.
Stavanger Idrettsforening blev stiftet i 1905, og SIFs fodboldklub var det dominerende fodboldklub både i Stavanger og på Vestlandet frem til 1945. Foreningen havde sin storhedstid i 1920'erne. I 2007 rykkede de igen op til 2.divisjon, og i 2008 til 1. divisjon.
Det findes også en række andre fodboldklubber i byen, blandt andet Brodd, Buøy, Hinna Fotball, Madla, Sportsklubben Jarl, Vaulen, Vardeneset Ballklubb, Storhaug Fotballklubb og FK Vidar.

#### Ishockey
Da Siddishallen stod færdig i 1968 fik man et indendørs helårsanlæg til ishockey i Stavanger-regionen og Viking Ishockeyklubb blev stiftet samme år. Viking kæmpede mod den lokale klub Siddis i 70'erne, og med Terry Fyck og Ron Pulak på holdetlaget rykkede det op til øverste division i 1977. Med træner Bernie Lynch fik Viking bronze mod Bjørn "Botta" Skaares Furuset i 1982. Richard David genskabte noget af den samme stemning med bronze i 1993, før Viking Ishockeyklubb endte i teknisk konkurs og blev nedlagt i 1996.
I 2000 startet den finske finansmand Hartti Kristola klubben Stavanger Oilers, som spillede sin første kamp i 2001. I begyndelsen blev klubben udelukkende drevet af penge fra hans lomme. Kristola ejede og stod for finansieringen af klubben frem til han trak sig i 2004. Per 2013 er Tore Christiansen Oilers-ejer. Klubben blev serie og norgesmester i 2011-12 sæsonen. Klubben spillede sine hjemmekampe i Siddishallen frem til 1. oktober 2012 da nye DNB Arena blev åbnet.

#### Idrætsanlæg
| Navn                  | Type                                            | Hjemmearena                     |
| --------------------- | ----------------------------------------------- | ------------------------------- |
| Forus Travbane        | Travbane                                        |                                 |
| DNB Arena             | Indendørs ishal                                 | Stavanger Oilers                |
| Stavanger Idrettshall | Idrætshal                                       | Viking Håndball                 |
| Stavanger Turnhall    | Gymnastik/idrætshal                             | Stavanger Turnforening          |
| Stavanger stadion     | Atletikanlæg / Kamparena for amerikansk fodbold | AFC - Show (Amerikansk fodbold) |
| Stavanger Svømmehall  | Svømmehal                                       | Stavanger Stupe Club            |
| Sørmarka Arena        | Multihal, indendørs skøjtebane                  |                                 |
| Viking Stadion        | Fodboldstadion                                  | Viking Fotballklubb             |